# Liste bedeutender Geodäten
Die Liste enthält bedeutende Geodäten.

## Altertum
- Eratosthenes (ca. 275 bis 194 v. Chr.), Alexandria: Schrift Über die Vermessung der Erde, Bestimmung des Erdumfangs.
- Hipparchos (ca. 190 bis 120 v. Chr.), Nicäa: Positionsbestimmung auf der Erde mit Hilfe der geografischen Breite und Länge.
- Poseidonios (135–51 v. Chr.), Rhodos: Geographie.
- Claudius Ptolemäus (um 100 bis 180), Alexandria: Astronomie, Geographie.

## Mittelalter
- Muhammad al-Idrisi (um 1100–1166), Arabien/Sizilien: Kartographie, Geographie

## Frühe Neuzeit
- Dirck Rembrantsz van Nierop (1610–1682), Niederlande: Kartographie, Astronomie, Landesvermessung.
- Matthias Oeder († 1614), Kursachsen: Markscheider, Landesvermessung, Kartographie.
- Jean Picard (1620–1682), Frankreich, Astronomie, Gradmessung Paris–Amiens

## Etwa 1700 bis 1800
- Johann George Schreiber (1676–1750), Deutschland, Kurfürstentum Sachsen, Geodät, Kartograf, Kupferdrucker, Verleger
- Pierre Bouguer (1698–1758), Frankreich: Schwereanomalien, Gradmessung langer Meridianbogen in Südamerika.
- Pierre-Louis Moreau de Maupertuis (1698–1759), Frankreich: Gradmessung in Lappland

.
- Roger Joseph Boscovich (1711–1787), Rom/Berlin/Paris: Astronomie, Gradmessung, Ausgleichungsrechnung.
- James Cook (1728–1779), London: Kartographie
- William Lambton (ca. 1756–1823), Großbritannien und Indien: Initiator und erster Leiter der Großen Trigonometrischen Vermessung Indiens
- Adrien-Marie Legendre (1752–1833), Paris: Mathematik, z. B. Methode der kleinsten Quadrate oder Satz von Legendre.
- Johann Georg Lehmann (1765–1811), Dresden: Lehmannsche Schraffen.

## Etwa 1800 bis 1900
- George Biddell Airy (1801–1892), London: Direktor des Royal Greenwich Observatory.
- Johann Jacob Baeyer (1794–1885), Berlin: Offizier im preußischen Generalstab und Begründer der europäischen Gradmessung.
- Karl Maximilian von Bauernfeind (1818–1894), München: Professor der Geodäsie.
- Friedrich Wilhelm Bessel (1784–1846), Königsberg: Gradmessung, Bestimmung der Erdfigur (Bessel-Ellipsoid), mathematische Grundlagen.
- Heinrich Bruns (1848–1919), Berlin: Theorie der Erdfigur.
- Alexander Ross Clarke (1828–1914), London: Definition verschiedener Erdellipsoide.
- Loránd Eötvös (1848–1919), Ungarn: Schwereveränderungen.
- George Everest (1790–1866), Großbritannien und Indien: Leiter der Großen Trigonometrischen Vermessung Indiens und Surveyor General of India.
- Carl Friedrich Gauß (1777–1855), Braunschweig/Göttingen: mathematische Grundlagen, Ausgleichungsrechnung, Gaußsche Landesaufnahme.
- Peter Andreas Hansen (1795–1874), Gotha: Praxis und Theorie der Landesvermessung.
- Friedrich Hartner (1811–1877), Wien: Autor des Hand- und Lehrbuchs der niederen Geodäsie
- Josef Philipp Herr (1819–1884), Wien: Leiter der ersten Speziallehrkanzel für Erdmessung in Europa
- Friedrich Robert Helmert (1843–1917), Potsdam: Theoretische Geodäsie wie Grundlagen zur Geoidbestimmung, Ausgleichungsrechnung, Koordinatentransformation
- Wilhelm Jordan (1842–1899), Deutschland: Gründer des Handbuchs der Vermessungskunde.
- Franz Wilhelm Junghuhn (1809–1864), Java/Sumatra: Landesvermessung in Indonesien.
- Pierre-Simon Laplace (1749–1827), Paris: Himmelsmechanik
- August Nagel (1821–1903), Dresden: Professor der Geodäsie, Königlich-Sächsische Triangulation.
- Friedrich Paschen (1804–1873), Schwerin: Landesvermessung in Mecklenburg, Pegelbeobachtungen an der Ostsee.
- Paolo Pizzetti (1860–1918), Italien: Professor für Geodäsie, Theorie der Fehler.
- Henri Poincaré (1854–1912), Paris: Organisation von Vermessungsexpeditionen nach Peru, Astronomie.
- John Septimus Roe (1797–1878), Perth, Australien: erster Surveyor-General von Western Australia.
- Heinrich Christian Schumacher (1780–1850), Altona: Gründer der Sternwarte Altona und der himmelskundlichen Fachzeitschrift Astronomische Nachrichten.
- Johann Georg von Soldner (1776–1833), München: Soldner-Koordinatensystem.
- Friedrich Georg Wilhelm Struve (1793–1864), Deutschland: Struve-Bogen.
- Inō Tadataka (1745–1818), Japan: erste vollständige Karte von Japan.
- Andrew Scott Waugh (1810–1878), Großbritannien und Indien: Surveyor-General of India und Leiter der Großen Trigonometrischen Vermessung.
- Heinrich Wild (1877–1951), war ein schweizerischer Geodät, Erfinder und Firmengründer

## Seit etwa 1900
- Kurt Bretterbauer (1929–2009), Wien: Professor und Gründer der Geowissenschaftlichen Mitteilungen.
- Eduard Dolezal (1862–1955), Wien: gilt als Begründer des modernen österreichischen Vermessungswesens.
- Wilhelm Embacher (1914–2008), Innsbruck: Entwickler von Methoden und Instrumenten, z. B. Embacher-Methode zur geographischen Ortsbestimmung.
- Erik Grafarend (1939–2020), Stuttgart: mathematische Geodäsie, Ausgleichsrechnung.
- Wilfried Grunau, (* 1958), Edewecht: Präsident des VDV seit 1993, Initiator und Mitbegründer der Interessengemeinschaft Geodäsie, Mitautor Das deutsche Vermessungs- und Geoinformationswesen.
- John Fillmore Hayford (1868–1925), USA: Bestimmung der Erdfigur, Hayford-Ellipsoid.
- Weikko A. Heiskanen (1895–1971), Finnland: führender Geodät Skandinaviens.
- Siegfried Heitz (1929–2020), Bonn: physikalisch-mathematische Grundlagen der Geodäsie.
- Heribert Kahmen (* 1940), Hannover, Wien: Lehrbuchautor, Mitautor der Göschenserie Vermessungskunde.
- Max Kneissl (1907–1973), München: Autor und Herausgeber des mehrbändigen Handbuchs der Vermessungskunde.
- Karl-Rudolf Koch (* 1935), Bonn: Ausgleichsrechnung und Satellitengeodäsie.
- Feodossi (Theodor) Krassowski (1878–1948), Russland: Erdmessung und Ausgleichungsrechnung, Krassowski-Ellipsoid.
- Johann Heinrich Louis Krüger (1857–1923), Berlin: Mitentwickler des Gauß-Krüger-Koordinatensystems.
- Karl Ledersteger (1900–1972), Wien: astronomische und Physikalische Geodäsie, Autor eines Bandes des Handbuchs der Vermessungskunde.
- Inge Lehmann (1888–1993), Kopenhagen: Seismologin, wies 1936 erstmals die Existenz eines festen Erdkerns nach, widerlegte die seit Halley und Newton diskutierte Theorie der Hohlen Erde.
- Helmut Minow (1922–2012), Dortmund: untersuchte Messverfahren der Antike bis zur Frühen Neuzeit
- Michail Sergejewitsch Molodenski (1909–1991), Russland: wissenschaftliche und praktische Begründung der Normalhöhen.
- Helmut Moritz (1933–2022), Graz: physikalische Geodäsie.
- Theodor Niethammer (1876–1947), Schweiz: Astrogeodäsie, Schweregrundnetz der Schweiz.
- Karl Rinner (1912–1991), Graz: Autor von Lehrbüchern und zwei Bänden des Handbuchs der Vermessungskunde.
- Harald Schuh (* 1956), Potsdam: Forschung auf dem Gebiet der Very Long Baseline Interferometry.
- Wolfgang Torge (* 1931), Hannover: Erdmessung, Lehrbuchautor.
- Felix Andries Vening-Meinesz (1887–1966), Niederlande: Schweremessung.
- Helmut Wolf (1910–1994), Bonn: erste länderübergreifende Geoidbestimmung in Mitteleuropa.